# 전주 이씨
전주 이씨(全州 李氏, 문화어: 전주 리씨)는 전북특별자치도 전주시를 본관으로 하는 한국의 성씨이며, 조선과 대한제국의 국성(國姓)이다.
시조 이한(李翰)이 신라 말기 사공(司空)을 역임하였다고 한다. 이한 선대에 관한 정식 사료나 선원록으로 밝혀지지 않는다. 이한은 조선 태조 21대조로서 1771년(영조 47) 시조 발상지인 전주에 조경묘가 창건되었다.
무신정변을 주도한 이의방이 1174년(고려 명종 4년) 피살되자 이의방의 동생인 이린이 고향인 전주로 낙향했다. 이린은 이양무를 낳았는데, 이한에서부터 이양무까지를 선원선계(璿源先系)라 한다. 선원(璿源)이란 아름다운 옥의 근원이라는 뜻으로, 여기서 선(璿)은 조선 왕가를 의미한다.
이린 손자 이안사가 덕원부로 옮겨 원나라의 다루가치가 되었다. 이후 이안사의 현손인 이성계가 조선을 건국하여 태조가 되었다. 이성계 고조부인 이안사까지 묘호를 받았는데, 이안사의 묘호는 목조다. 목조에서 순종까지를 선원세계(璿源世系) 또는 선원본계(璿源本系)라 한다. 왕통계를 제외한 다른 계파는 선원파계(璿源派系) 또는 선원속계(璿源續系)라 한다.
대흥 이씨, 영해 이씨, 하빈 이씨가 전주 이씨에서 분관되었다.
대흥 이씨의 시조는 전주 이씨 22세손인 대흥군 이연계이다. 이연계는 고려 후기 예문관제학과 이부상서를 지냈다. 그는 태조 이성계와 재종간이었지만, 조선을 은 반대하였다.
영해 이씨 시조 이연동은 완산 이씨 이립전의 후손이라고 하였다.

## 같이 보기
- 대한제국 황실
- 이 (성씨)